# Gonzalo García Gudiel
Gonzalo García Gudiel (Toledo, c. 1238 - Roma, 1299), mencionado como Gonzalo Pétrez Gudiel o Gonzalo Pérez en la mayoría de las fuentes contemporáneas, fue un eclesiástico y hombre de estado castellano de origen mozárabe, arzobispo de Toledo de 1290 a 1298.

## Biografía
Nieto y sobrino de alcaldes mozárabes toledanos que celebraban sus juicios en árabe y escribían en esta lengua sus documentos. Estudiante de la universidad de París y de la de Padua, de la que fue rector, fue 
sucesivamente canónigo de Burgos, arcediano de Toledo, obispo de Cuenca, de Burgos, arzobispo de Toledo y cardenal; fue también notario de Alfonso X y canciller de Castilla con Sancho IV.
Fue gran amigo y confidente del rey de Castilla Sancho IV, al que acompañó siendo infante en sus estudios en París, es nombrado canónigo de Toledo en 1255, y cuatro años más tarde obtiene licencia para estudiar derecho civil durante cinco años, con toda probabilidad en la italiana ciudad de Bolonia. En 1262 es nombrado por el Papa deán de Toledo, obteniendo un año después nuevamente una dispensa por tres años para cursar estudios de teología. Esta sólida e importante formación intelectual le permite desarrollar una fulgurante carrera profesional: persona de confianza de Rey Sabio, es nombrado en 1275 obispo de Burgos, y el 3 de mayo de 1280 será elegido arzobispo de la poderosa Mitra Toledana, si bien no tomará posesión de forma inmediata debido a los diferentes problemas financieros que le retenían fuera del Reino de Castilla, llegando incluso a ser excomulgado en 1283 por impago de deudas. Una vez liquidadas éstas, regresa en 1284 a Toledo, coincidiendo con la muerte del rey Alfonso X, e inicia un proceso de restauración en la administración de la archidiócesis.
Entre los años 1290 y 1295 es su época de plenitud humana, intelectual y política, cuando decide emprender una importante reforma de las instituciones y del clero. Un aspecto importantísimo de esta empresa fue la renovación de la formación académica del clero y, posiblemente, ahí es donde se debería situar su proyecto institucional de crear un Estudio General en el seno de su arzobispado. La primera referencia histórica alusiva a la creación de estudios en Alcalá de Henares la encontramos en tiempos del rey Sancho IV de Castilla, en un documento signado en la ciudad de Valladolid, a 20 de mayo de 1293, el monarca otorgaba los privilegios fundacionales del Estudio General de Alcalá de Henares.
Muerto en Roma, fue sepultado en la basílica de Santa María la Mayor de esta ciudad, hasta que dos años después el arcediano de Toledo Ferrand Martínez viajó hasta allí para trasladar sus restos a la catedral toledana.
| Predecesor: Pedro Laurencio                   | Obispo de Cuenca 1272 - 27 de septiembre de 1275                                 | Sucesor: Diego                   |
| Predecesor: Juan de Villahoz                  | Obispo de Burgos 27 de septiembre de 1275 - 3 de mayo de 1280                    | Sucesor: Fernando de Covarrubias |
| Predecesor: Fernando Rodríguez de Covarrubias | Arzobispo de Toledo Primado de España 3 de mayo de 1280 - 4 de diciembre de 1298 | Sucesor: Gonzalo Díaz Palomeque  |
| Predecesor: Bérard de Got                     | Cardenal obispo de Albano 1298 - 1299 †                                          | Sucesor: Leonardo Patrasso       |

## Referencias

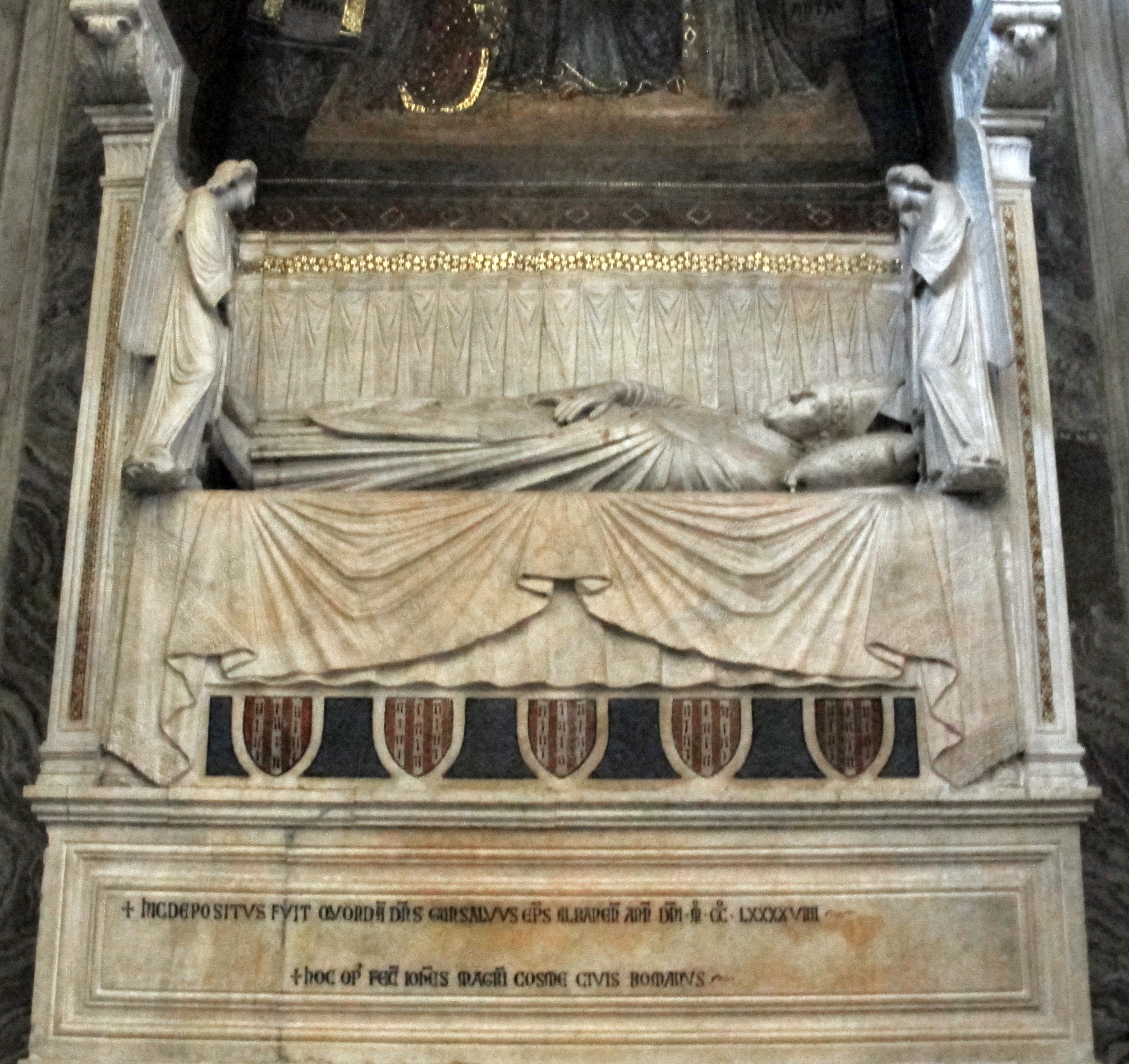
Sepulcro del cardenal en Santa María la Mayor de Roma.